# Semideponens
Semideponens (von lat. semi ‚halb‘ und Deponens, selten auch Halbdeponens) ist ein Terminus aus der lateinischen Sprachwissenschaft. Bei Semideponentien sind die beiden Verbalstämme den Diathesen unterschiedlich zugeordnet, d. h., sie haben entweder einen aktivischen Präsensstamm und einen passivischen Perfektstamm (häufigerer Fall) oder einen passivischen Präsensstamm und einen aktivischen Perfektstamm (seltenerer Fall). 

## Einige Semideponentien im Lateinischen
- audere, audeo, ausus sum (wagen)
- confidere, confido, confisus sum (vertrauen)
- diffidere, diffido, diffisus sum (zweifeln, misstrauen)
- gaudere, gaudeo, gavisus sum (Spaß haben, sich freuen)
- solere, soleo, solitus sum (gewohnt sein, pflegen etwas zu tun)
- fieri, fio, factus sum (geschehen, werden, gemacht werden)
- reverti, revertor, reverti, reversus (zurückkehren)

Die ersten sechs genannten Semideponentien haben also einen aktivischen Präsensstamm und einen passivischen Perfektstamm. Lediglich bei reverti ist es umgekehrt.